# 抱茎葶苈
抱茎葶苈（学名：Draba amplexicaulis）为十字花科葶苈属下的一个种。

## 变种
- 具苞抱茎葶苈（学名：Draba amplexicaulis var. bracteata）是十字花科葶苈属抱茎葶苈的变种。分布于中国大陆的四川、云南等地，生长于海拔3,000米至3,300米的地区，一般生于高山草地。
- 长果抱茎葶苈（学名：Draba amplexicaulis var. dolichocarpa）是十字花科葶苈属抱茎葶苈的变种。分布在中国大陆的四川、云南、甘肃等地，生长于海拔2,500米至4,000米的地区，多生长在草地。